# Stipa nitens
Stipa nitens là một loài thực vật có hoa trong họ Hòa thảo. Loài này được Ball miêu tả khoa học đầu tiên năm 1878.